# Oqaluffikoq
Oqaluffikoq er navnet på kirken i bygden Itilleq i Qeqqata Kommune på vestkysten af Grønland. 
Kirken stod oprindeligt i Thule (Uummannaq i Qaanaaq Kommune), det nuværende Dundas. Kirken blev bygget i 1933, og blev flyttet til Itilleq i 1962, efter at befolkningen blev tvangsflyttet fra Uummannaq til Qaanaaq da Thule Air Base blev etableret.
Den er nylig restaureret. Her ligger også bygdens bibliotek, som bruges både af skolen (Itillip Atuarfia) og den øvrige befolkningen. Biblioteket kan også bestille bøger fra Sisimiut. 
I tillæg til gudstjenesten hver søndag bruges kirken også til sociale sammenkomster og i turistsæsonen holdes her foredrag for turisterne. 